# Powiat Oshika
Powiat Oshika (jap. 牡鹿郡 Oshika-gun) – powiat w Japonii, w prefekturze Miyagi. W 2024 roku liczył 6094 mieszkańców.

## Miejscowości
- Onagawa